# Yamamoto Tarō (Dichter)
Yamamoto Tarō (japanisch 山本 太郎; geboren 8. November 1925 in Tokio; gestorben 5. November 1988 in Nagano) war ein japanischer Dichter.

## Leben und Wirken
Yamamoto Tarō wurde als ältester Sohn des Malers Yamamoto Kanae geboren. Seine Mutter war eine jüngere Schwester von Kitahara Hakushū. Nach dem Abitur wurde er zur Ausbildung in der Marine für den Einsatz als Torpedoboot-Kamikaze-Pilot eingezogen.
Nach dem Zweiten Weltkrieg studierte Yamamoto an der Universität Tokio an der Philosophischen Fakultät Deutsche Literatur und machte 1950 seinen Studienabschluss. Danach arbeitete er als Chefredakteur des „Atelier“ (アトリエ) und wurde später Professor an der Hōsei-Universität. 1949 startete er das Magazin „Zerodo“ (零度) – „Null Grad“, wurde 1950 Autor im 1935 gegründeten Gedichtmagazins „Rekitei“ (歴程) – etwa „Der zurückgelegte Weg“. 1954 veröffentlichte er sein erstes Werk „Hokōsha no inori no uta“ (歩行者の祈りの唄) – „Gebetslied eines Fußgängers“. Von 1948 bis 1949 war Yamamoto Vorsitzender der „Japan Contemporary Poet Association“ (日本現代詩人会, Nihon gendai shijin-kai). Yamamotos Werk ist gekennzeichnet durch seine Beschäftigung mit dem Beginn der Menschwerdung.
Weitere Gedichtsammlungen Yamamotos sind
- „Gorilla“,
- „Haō-ki“ (覇王紀) – „Hegemonie“,
- „Tandokusha no ai no uta“ (単独者の愛の唄) – „Liebesgedichte einer einzelnen Person“,
- „Kyūmon-sha no madoi no uta“ (糺問者の惑いの唄) – „Verwirrte Liebesgedichte des Inquisitors“,
- „Tanshi-shū“  (譚詩集) – „Sammlung von Balladen“.

Weiter gibt es 
- „Shi no furusato“ (詩のふるさと) – „Die Heimat des Gedichts“, eine Sammlung von Kritiken,
- „Susanoo“, eine bebilderte Gedichtsammlung zu Susanoo,
- „Sahara hōrō“ (サハラ放浪) – „Wanderung durch die Sahara“, ein Reisebericht,

1953 erschienen „The Complete Poems of Tarō Yamamoto“ (山本太郎詩全集), 4 Bände.
Als Übersetzungen Yamamotos erschienen auf Japanisch
- 1981 „Heidi“ (Johanna Spyri) und
- 1984 „Peter und der Wolf“ (Sergei Prokofiev).

Yamamoto erhielt folgende Preise: 1961 den 4. „Takamura-Kōtarō-Preis“ für den Gedichtband „Gorilla“, 1969 den 21. Yomiuri-Literaturpreis für „Haō-ki“, 1975 den 13. „Shimazaki-Tōson-Gedächtnispreis“ für „Ulysses“ und „Onibi“ (鬼火) – „Geisterfeuer“.